# Karl Weyprecht

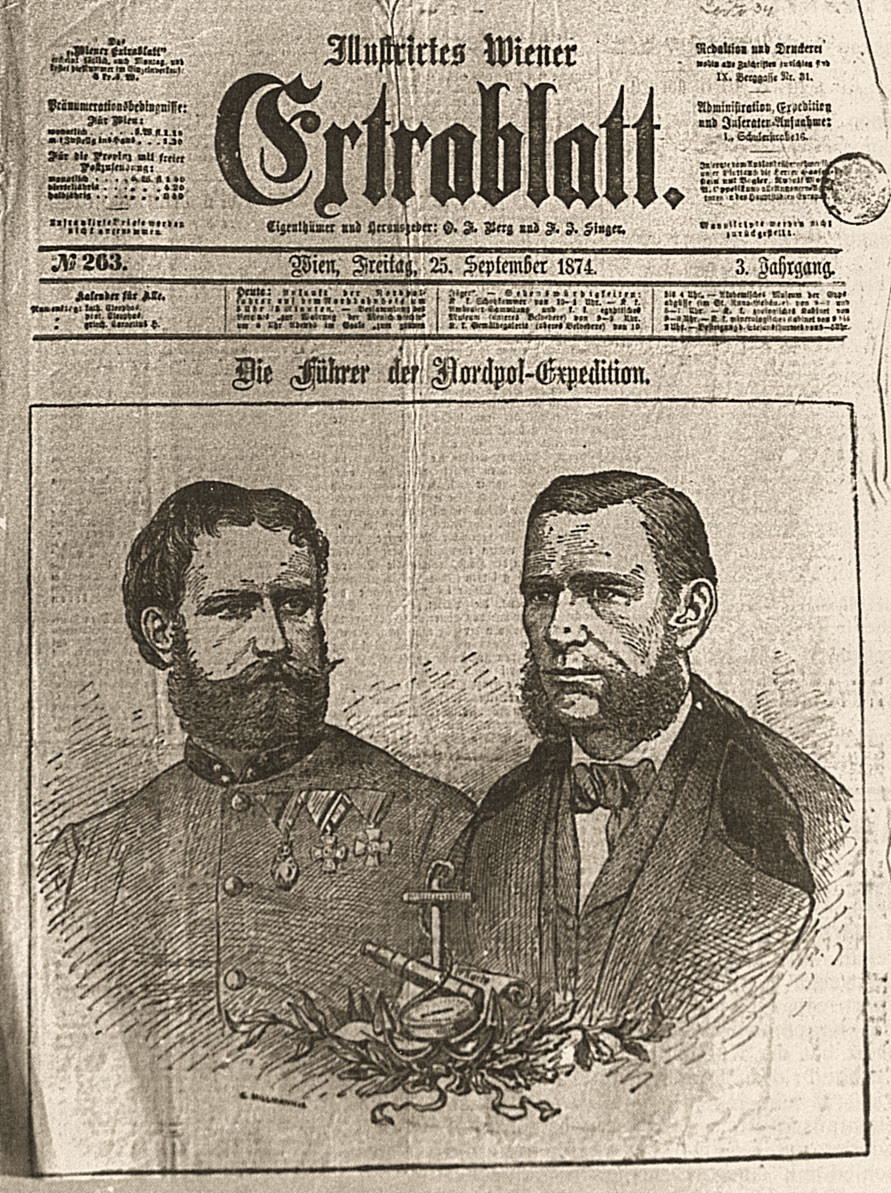
Voorpagina van het "Illustrirtes Wiener Extrablatt" van 25 september 1874 met links Julius von Payer en rechts Karl Weyprecht en het (Duitse) opschrift "De leiders van de Noordpool-expeditie"

Karl Weyprecht (ook wel geschreven als Carl Weyprecht) (Bad König, 8 september 1838 (of in Michelstadt, Duitsland) - Michelstadt, 31 maart 1881) was een Duits/Oostenrijks-Hongaars poolonderzoeker die diende in de Oostenrijks-Hongaarse marine. Hij werd beroemd door zijn poolreizen en als voorvechter van internationale samenwerking in het wetenschappelijk onderzoek naar de polen.
In 1856 trad hij in dienst hij de Oostenrijks-Hongaarse marine (Kriegsmarine) als cadet. Hij diende tijdens de oorlog tussen Oostenrijk en Sardinië. Tussen 1860 en 1862 diende hij op het fregat Radetzky onder commando van admiraal Tegetthoff. Tussen 1863 en 1865 was hij een officier op het trainingschip Hussar.
Op 23 juli 1865 maakte hij kennis met de Duitse geograaf August Petermann tijdens een bijeenkomst van de "Geographic Society" in Frankfurt. In 1870 ontmoette hij Julius von Payer met wie hij in 1871 een expeditie naar Nova Zembla ondernam. Op 18 februari 1872 verwierf Weyprecht de Oostenrijks-Hongaarse nationaliteit.
Samen met Von Payer leidde hij tussen 1872 en 1874 de Oostenrijks-Hongaarse Noordpoolexpeditie, waarbij Frans Jozefland in de Noordelijke IJszee werd ontdekt. Het expeditieschip, de Admiral Tegetthoff kwam vast te zitten in het pakijs en werd verlaten. Met sleeën begaf de expeditie zich zuidwaarts en bereikte open water. In boten werd vervolgens de Zwarte Kaap op Nova Zembla bereikt, waar men uiteindelijk werd opgepikt door de Russische schoener "Nikolaj" onder commando van kapitein Feodor Veronin. Deze bracht de groep naar Vardø in Noorwegen alwaar men met een postboot naar het zuiden reisde en uiteindelijk Wenen bereikte.
Op 18 september 1875 sprak Weyprecht op de 48e "Bijeenkomst van Duitse Wetenschappers en Natuurkundigen" in Graz. Hij rapporteerde over de basisprincipes van poolonderzoek en suggereerde het instellen van permanente poolstations. Volgens Weyprecht was het belangrijk om via een netwerk van dergelijke stations regelmatige metingen van weer- en ijsomstandigheden te verzamelen op identieke wijze. In 1879 presenteerde hij deze ideeën, samen met die van Georg von Neumayer, op het tweede Internationale Congres van Meteorologen in Rome.
Karl Weyprecht overleed op 42-jarige leeftijd aan tuberculose.

## Herdenkingen
- De Oostenrijks-hongaarse poolexpeditie werd geselecteerd als motief voor een speciale Oostenrijkse meerwaardeherdenkingsmunt ter waarde van 20 euro. Deze munt werd geslagen op 8 juni 2005. De achterzijde van de munt toont Von Payer en Weyprecht in poolkleding, met hun vastgevroren schip "Admiral Tegetthoff" achter hen.
- De Zweedse muzikante Stina Nordenstam maakte een geluidsinstallatie, Isens Fasor, waarin uit Karl Weyprechts expeditiejournaal werd voorgedragen.[bron?]